# Ропуха дакотська
Ропуха дакотська (Anaxyrus hemiophrys) — вид земноводних з роду американська ропуха родини ропухові. Інша назва «канадська ропуха».

## Опис
Загальна довжина досягає 5,6—7,9 см. Спостерігається статевий диморфізм: самиці трохи більші за самців. Голова середнього розміру. Присутні великі міжорбітальні гребені, вони вузькі. Відсутні зуби. Очі з горизонтальними зіницями. На тілі чітко виражено гребінь. Шкіра бородавчаста. Горбки також присутні на гомілках. Забарвлення переважно коричневе зі світлими смугами на спині та темними плямами з боків.

## Спосіб життя
Полюбляє савани, прерії. Здатна рити нори та ходи — до 0,5 м. При ритті нір переміщує за рік близько 2407 м³ ґрунту. Чудово плаває та пірнає — до 42 см завглибшки. Активна вдень. Живиться комахами, жуками, павуками, мурахами, бджолами, осами і пильщиками. У сплячку впадає наприкінці серпня. Зимує у норах. Із зимівлі виходить наприкінці квітня — на початку травня. Статевозрілі прокидаються раніше молодих особин, а самці та самиці одночасно.
Самиця відкладає яйця в мілководді, де самець запліднює їх своєю спермою. За один раз буває до 6000 яєць. За сезон самиця робить 2—3 такі кладки. Метаморфоз пуголовок триває 7—11 місяців. Після метаморфозу дитинча досягає 3,1 мм, а досягає розміру дорослої ропухи.

## Розповсюдження
Мешкає у штатах США: Монтана, Північна Дакота, Південна Дакота; провінціях Канади: Північно-Західні території, Альберта, Саскачеван, Манітоба, Онтаріо.